# Leica M
 (septembre 2021).
Si vous disposez d'ouvrages ou d'articles de référence ou si vous connaissez des sites web de qualité traitant du thème abordé ici, merci de compléter l'article en donnant les références utiles à sa vérifiabilité et en les liant à la section « Notes et références ».
La série Leica M (pour Messsucher : télémètre) est une gamme d'appareils photographiques télémétriques 35 mm produits par Leica depuis 1954 (avec le Leica M3).

## Description

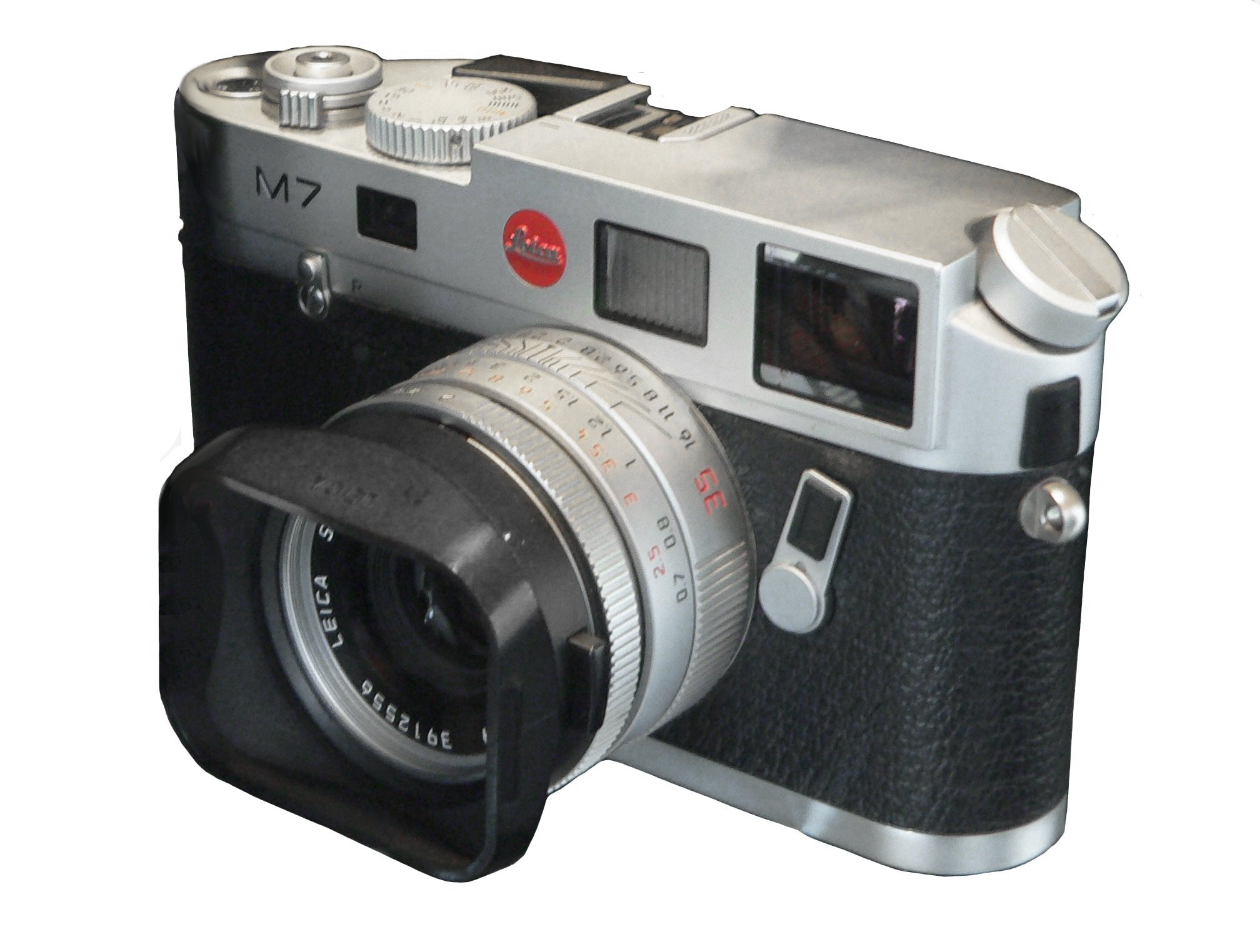
Leica M7.

Série mythique du constructeur Leica, le « M » représente l'apogée dans l'histoire des appareils photos télémétriques, autant pour la qualité de fabrication et le silence des appareils que pour la très grande réputation des objectifs produits par Leica. La monture de ces appareils est d'ailleurs devenue de facto un standard (sous le nom de Monture M).
De nombreux modèles sont à dénombrer dans la série M (voir plus bas) ainsi qu'un certain nombre d'appareils d'autres marques utilisant la même monture M (Minolta CLE, Konica Hexar RF, Voigtländer Bessa R ou Zeiss Ikon en argentique ainsi que l'Epson R-D1 en numérique).
Tous les objectifs à baïonnette M produits depuis 1953 sont compatibles avec les Leica M (quelques incompatibilités existent avec les M5/CL/M8/M9, essentiellement avec les objectifs rentrants). Les objectifs en monture vissante M39 (l'ancienne monture Leica) produits depuis 1932 peuvent également être utilisés au moyen d'une bague d'adaptation. De nombreuses marques ont commercialisé des objectifs en monture Leica vissante avant et après la Seconde Guerre mondiale.
Parmi les télémétriques de petit format, les M font figure d'appareils de luxe. Pourtant, si leur prix en neuf peut paraître extravagant, il n'existe pas d'appareil parfaitement équivalent (précision du télémètre, silence de l'obturateur, compacité, robustesse) dans la concurrence, et cela dure depuis plus de cinquante ans. La quantité de Leica M disponibles sur le marché de l'occasion les rend par ailleurs plus accessibles.

## Modèles

### Modèles argentiques
- M3 (1954 - 1966)
- MP (1956 - 1957) - Ne pas confondre avec le modèle de 2003 aussi nommé MP
- M2 (1958 - 1967)
- M1 (1959 - 1964)
- MD (1963 - 1966)
- MDa (1966 - 1976)
- M4 (1967 - 1975)
- M5 (1971 - 1975)
- CL (1973 - 1976)
- M4-2 (1977 - 1980)
- MD-2 (1977 - 1987)
- M4-P (1980 - 1986)
- M6 (1984 - 1999)
- M6J (1994)
- M6 TTL (1998 - 2002)
- M7 (2002 - 2018)
- MP (2003, toujours en production) - Ne pas confondre avec le MP original de 1956
- M-A type 127 (2014)

### Modèles numériques
- M8 (2006 - 2009)
- M9 (2009 - 2012)
- M9-P (2011 - 2014)
- M9 Monochrom (2012 - 2015)
- M type 240 (annoncé à la photokina de 2012) (2012 - 2019)
- M-E type 220 (2012 - 2016)
- M-P type 240 (2014 - 2019)
- M Monochrom type 246 (2015)
- M type 262 (2015 - 2019)
- M-D type 262 (2016 - 2018)
- M10 (2017)
- M-E type 240 (2019-)
- M11 (2022)

## Photographes célèbres
La série M a gagné une certaine aura autant pour ses qualités techniques que pour la liste de photographes prestigieux qui l'ont utilisée. En voici quelques-uns des plus célèbres :[source secondaire nécessaire]
- Henri Cartier-Bresson
- Claude Batho
- Édouard Boubat
- Bruce Davidson
- Raymond Depardon
- Robert Doisneau
- Gisèle Freund
- Ralph Gibson
- Stanley Greene
- Yves Guillot
- William Klein
- Jacques Henri Lartigue
- Annie Leibovitz
- Guy Le Querrec
- Dolorès Marat
- Fernand Michaud
- Inge Morath
- Marc Riboud
- Leni Riefenstahl
- Sebastião Salgado
- Jeanloup Sieff